# Ernst Ludwig von Leutsch
Ernst Ludwig von Leutsch (Francoforte sul Meno, 16 agosto 1808 – Gottinga, 28 luglio 1887) è stato un filologo classico tedesco.

## Biografia
Studiò filologia classica presso l'Università di Gottinga, dove ebbe come insegnanti Georg Ludolf Dissen, Christoph Wilhelm Mitscherlich e Karl Otfried Müller. Fu durante questo periodo che divenne amico di Friedrich Wilhelm Schneidewin.
Nel 1830 conseguì il dottorato e si trasferì a Berlino per un anno, dove continuò la sua formazione sotto August Boeckh. Nel 1831 ritornò a Gottinga, dove nel 1837 fu nominato professore associato. Dal 1842 al 1883 fu professore di filologia classica presso l'Università di Gottinga. Dopo la sua pensione, fu sostituito, a Gottinga da Ulrich von Wilamowitz-Moellendorff.
Dopo la morte di Schneidewin nel 1856, Leutsch istituì Philologus, una rivista sugli studi classici. Vi rimase direttore della rivista fino alla sua morte nel 1887. Nel 1868 fondò la nota gazzetta Philologischen Anzeiger. Non pubblicò molto ma si concentrò soprattutto sul suo insegnamento accademico, con i suoi soggetti preferiti come Pindaro, Aristofane, Tucidide, Tito Livio e Publio Cornelio Tacito.